# On My Own
"On My Own" är en rocklåt inspelad av Hedley för deras debutalbum, Hedley (2005). Den nådde nummer ett på den kanadensiska singellistan. Musikvideon för "On My Own" nådde #1 på MuchMusic countdown, den 2 december, 2005.

## Låtlista
1. "On My Own" – 3:39
2. "Johnny Falls" – 3:38